# Theopropus elegans
Theopropus elegans är en bönsyrseart som beskrevs av John Obadiah Westwood 1832. Theopropus elegans ingår i släktet Theopropus och familjen Hymenopodidae. Inga underarter finns listade i Catalogue of Life.